# Parroquia de Pembroke
Pembroke es una de las nueve parroquias de Bermudas.
Su nombre proviene del aristócrata inglés William Herbert, tercer conde de Pembroke (1580-1630).
Ocupa la mayor parte de la corta península situada en el centro de la costa norte de la isla principal, y rodea a la ciudad de Hamilton por tres lados.